# 四征將軍
四征將軍，即征東將軍、征西將軍、征南將軍、征北將軍，是中國古代的高級將軍官名。

## 沿革
諸征將軍之名最早出現於漢代，當時的地位與名號將軍相同，位次低於代表中央朝廷的重號將軍，但外軍作戰時為外軍最高長官依律法號令諸位將軍、校尉等軍官執掌征伐作戰，重號將軍或皇帝在場時則做為輔弼侍奉助佐軍務。
漢光武帝時，岑彭曾擔任征南將軍，馮異曾為征西將軍。 
東漢末年丞相曹操因戰亂經常征伐四方，乃常置四征將軍，秩二千石。魏文帝時將官職制定九品，四征將軍為第二品，地位次於三公，晉朝時則為第三品，加大並開府則位同諸公，乃成為常設的高級將軍官名。南北朝時亦為次於大將軍的高級將軍。唐朝之後廢除。

## 特殊案例
在正常情況下四征將軍比四鎮將軍的品位高，但在三國時期的蜀國，四鎮將軍的品位卻比四征將軍高。